# Danny Scheinmann
Danny Scheinmann (* 1966 in Manchester, England) ist ein britischer Schauspieler, Drehbuchautor und Buchautor. Bekannt wurde er durch seinen ersten Roman Zähl nicht die Stunden bis zur Ewigkeit.

## Filmografie (Auswahl)
- 1992: Leon the Pig Farmer
- 2000: In stürmischen Zeiten
- 2004: Judas und Jesus
- 2006: The West Wittering Affair
- 2009: Endgame
- 2013: Theatre of Dreams

## Werke
- Zähl nicht die Stunden bis zur Ewigkeit (englischer Originaltitel Random Acts of Heroic Love, 2007)

Pendo. München und Zürich, 2008 ISBN 978-3-86612-157-7
Goldmann. 2009 ISBN 978-3-442-46932-1